# Guitar Heaven: The Greatest Guitar Classics of All Time
Guitar Heaven: The Greatest Guitar Classics of All Time, è il diciottesimo album dei Santana, pubblicato nel 2010. È una raccolta di cover di alcuni classici della musica rock con la partecipazione di artisti come India Arie, Chris Cornell, Scott Stapp, Scott Weiland, Chris Daughtry, Jacoby Shaddix, Chester Bennington, Rob Thomas, e del rapper Nas.

## Tracce
1. Whole Lotta Love (feat. Chris Cornell) (Led Zeppelin cover) – 3:51
2. Can't You Hear Me Knocking (feat. Scott Weiland) (Rolling Stones cover) – 5:38
3. Sunshine of Your Love (feat. Rob Thomas) (Cream cover) – 4:43
4. While My Guitar Gently Weeps (feat. India.Arie & Yo-Yo Ma) (Beatles cover) – 6:02
5. Photograph (feat. Chris Daughtry) (Def Leppard cover) – 4:04
6. Back in Black (feat. Nas & Robyn Troup) (AC/DC cover) – 4:20
7. Riders on the Storm (feat. Chester Bennington & Ray Manzarek) (The Doors cover) – 5:23
8. Smoke on the Water (feat. Jacoby Shaddix) (Deep Purple cover) – 5:06
9. Dance the Night Away (feat. Patrick Monahan) (Van Halen cover) – 3:23
10. Get It On (feat. Gavin Rossdale) (T. Rex cover) – 3:41
11. Little Wing (feat. Joe Cocker) (Jimi Hendrix cover) – 4:52
12. I Ain't Superstitious (feat. Jonny Lang) (Howlin' Wolf cover) – 3:56
13. Fortunate Son (feat. Scott Stapp) (Creedence Clearwater Revival cover) – 3:46
14. Under the Bridge (feat. Andy Vargas) (Red Hot Chili Peppers cover) – 5:10

## Formazione
- Carlos Santana – chitarra solista
- Dennis Chambers – batteria
- Benny Rietveld – basso
- Karl Perrazo – timbales
- Tommy Anthony – chitarra ritmica
- Freddie Ravel – tastiere
- Andy Vargas – voce, cori
- Raul Rekow – conga
- Bill Ortiz – tromba
- Jeff Cressman – trombone

## Classifiche
| Classifica (2010)     | Posizione massima |
| --------------------- | ----------------- |
| Australia             | 5                 |
| Belgio (Fiandre)      | 17                |
| Belgio (Vallonia)     | 7                 |
| Danimarca             | 27                |
| Finlandia             | 12                |
| Francia               | 9                 |
| Germania              | 10                |
| Grecia                | 6                 |
| Irlanda               | 29                |
| Italia                | 3                 |
| Messico               | 8                 |
| Norvegia              | 13                |
| Nuova Zelanda         | 2                 |
| Paesi Bassi           | 24                |
| Polonia               | 1                 |
| Portogallo            | 4                 |
| Spagna                | 12                |
| Svezia                | 17                |
| Svizzera              | 5                 |
| U.S. Billboard 200    | 5                 |
| Official Albums Chart | 15                |